# Benifato
Benifato é um município da Espanha na província de Alicante, Comunidade Valenciana. Tem 11,9 km² de área e em 2021 tinha 135 habitantes (densidade: 11,3 hab./km²).

## Demografia
| Variação demográfica do município entre 1991 e 2004 | Variação demográfica do município entre 1991 e 2004 | Variação demográfica do município entre 1991 e 2004 | Variação demográfica do município entre 1991 e 2004 |
| --------------------------------------------------- | --------------------------------------------------- | --------------------------------------------------- | --------------------------------------------------- |
| 1991                                                | 1996                                                | 2001                                                | 2004                                                |
| 124                                                 | 140                                                 | 166                                                 | 173                                                 |